# Triệu Ai Vương
Triệu Ai Vương (chữ Hán: 趙哀王; ? – 112 TCN) tên thật Triệu Hưng (趙興), là vua thứ tư nhà Triệu nước Nam Việt, trị vì từ năm 113 TCN – 112 TCN, tức chỉ một năm.

## Tiểu sử
Triệu Ai Vương là con thứ hai của vua Triệu Minh Vương và Cù hậu – người Hàm Đan (Trung Quốc).
Bấy giờ Hán Vũ Đế (Lưu Triệt) sai An Quốc Thiếu Quý sang dụ vua Nam Việt vào chầu. Thiếu Quý nguyên là tình nhân của Cù thái hậu lúc trước, đến khi Thiếu Quý và Cù hậu gặp nhau, lại tư thông ân ái, hai người dỗ dành vua Ai Vương đem nước Nam Việt dâng cho vua Hán.
Lúc đó, Triệu Ai Vương còn quá nhỏ, đồng ý nghe lời Cù thái hậu, định sang chầu nhà Hán. Thừa tướng Lữ Gia biết rõ mọi chuyện. Cù hậu muốn tiêu diệt thế lực của thừa tướng Lữ Gia nên mở tiệc rượu ở trong cung. Tiệc rượu mới bắt đầu, thái hậu bảo Gia rằng: 
Nam Việt nội thuộc Trung Quốc là điều lợi cho nước, thế mà tướng quân lại cho là bất tiện là tại sao?
Nhưng do Triệu Ai Vương can ngăn nên kế hoạch không thành. Ai Vương vốn không có ý giết Lữ Gia, Gia cũng biết thế, vì vậy đến mấy tháng không hành động gì. Nhà Hán sai Hàn Thiên Thu và em Cù thái hậu là Cù Lạc đem hai nghìn quân tiến vào đất Nam Việt. Lữ Gia bèn hạ lệnh trong nước rằng: 
Vua còn nhỏ tuổi, thái hậu vốn là người Hán, lại cùng với sứ giả nhà Hán dâm loạn, chuyên ý muốn nội phụ với nhà Hán, đem hết đồ châu báu của Tiên Vương dâng cho nhà Hán để nịnh bợ, đem theo nhiều người đến Trường An rồi bắt bán cho người ta làm đầy tớ, chỉ nghĩ mối lợi một thời, không đoái gì đến xã tắc họ Triệu và lo kế muôn đời.
Bèn cùng với em đem quân đánh, giết vua Triệu Ai Vương và Cù hậu, An Quốc Thiếu Quý, cùng tất cả sứ giả nhà Hán. Sau đó Lữ Gia sai người đi báo cho Thương Ngô vương Triệu Quang và các quận ấp, lập con trưởng của Triệu Minh Vương, anh của Ai Vương là Triệu Kiến Đức lên ngôi, tức là Triệu Thuật Dương Vương.